# Trưởng thành
Trong tâm lý học, sự trưởng thành có thể được định nghĩa một cách vận hành là mức độ hoạt động tâm lý (được đo thông qua các tiêu chuẩn như Thang đo trí thông minh Wechsler dành cho trẻ em) mà một người có thể đạt được, sau đó mức độ tâm lý chức năng không còn tăng nhiều theo tuổi tác. Tuy nhiên, ngoài điều này, hội nhập còn là một khía cạnh của sự trưởng thành, chẳng hạn như sự tích hợp của tính cách, trong đó các mô hình hành vi, động cơ và các đặc điểm khác của một người dần dần được kết hợp lại với nhau để phối hợp hiệu quả với ít hoặc không có xung đột giữa chúng, như một tổng thể có tổ chức, ví dụ: tập hợp các động cơ khác nhau của một người thành một mục đích trong cuộc sống. Trường hợp cụ thể: các lý thuyết về sự phát triển và trưởng thành của người trưởng thành bao gồm khái niệm mục đích trong cuộc sống, trong đó sự trưởng thành nhấn mạnh đến sự hiểu biết rõ ràng về mục đích, định hướng và chủ ý của cuộc sống, góp phần mang lại cảm giác rằng cuộc sống có ý nghĩa.
Tình trạng trưởng thành được phân biệt bằng sự chuyển dịch khỏi sự phụ thuộc vào quyền giám hộ và sự giám sát của người lớn trong các hành vi ra quyết định. Sự trưởng thành có các định nghĩa khác nhau trong các bối cảnh pháp lý, xã hội, tôn giáo, chính trị, tình dục, cảm xúc và trí tuệ. Độ tuổi hoặc phẩm chất được chỉ định cho từng bối cảnh này gắn liền với các chỉ số độc lập có ý nghĩa về mặt văn hóa thường thay đổi do tình cảm xã hội.  Khái niệm về sự trưởng thành về mặt tâm lý có ý nghĩa trong cả bối cảnh pháp lý và xã hội, trong khi sự kết hợp giữa hoạt động chính trị và bằng chứng khoa học tiếp tục định hình lại và xác định định nghĩa của nó.  Vì những yếu tố này nên khái niệm và định nghĩa về sự trưởng thành và chưa trưởng thành có phần chủ quan.
Nhà tâm lý học người Mỹ Jerome Bruner đề xuất mục đích của giai đoạn non nớt là thời gian để chơi thử nghiệm mà không gây hậu quả nghiêm trọng, trong đó động vật trẻ có thể dành nhiều thời gian để quan sát hành động của những người có kỹ năng khác phối hợp với sự giám sát của và  hoạt động với mẹ của nó. Do đó, chìa khóa cho sự đổi mới của con người thông qua việc sử dụng các biểu tượng và công cụ là sự bắt chước tái diễn giải được "thực hành, hoàn thiện và đa dạng". đang chơi" thông qua việc khám phá sâu rộng các giới hạn về khả năng tương tác với thế giới của một người.  Các nhà tâm lý học tiến hóa cũng đưa ra giả thuyết rằng sự non nớt về nhận thức có thể phục vụ mục đích thích nghi như một hàng rào bảo vệ trẻ em chống lại siêu nhận thức và khả năng phán đoán kém phát triển của chính chúng, một lỗ hổng có thể khiến chúng gặp nguy hiểm.
Đối với giới trẻ ngày nay, thời kỳ 'vui chơi' và học tập kéo dài đều đặn trong thế kỷ 21 là kết quả của sự phức tạp ngày càng tăng của thế giới chúng ta và các công nghệ của nó, những điều này cũng đòi hỏi sự phức tạp ngày càng tăng về kỹ năng cũng như một bộ kỹ năng đầy đủ hơn. những khả năng cần thiết trước. Nhiều vấn đề về hành vi và cảm xúc liên quan đến tuổi thiếu niên có thể nảy sinh khi trẻ em phải đương đầu với những yêu cầu ngày càng tăng đặt ra cho chúng, những yêu cầu ngày càng trở nên xa rời công việc và kỳ vọng của tuổi trưởng thành.